# Schwenheim
Schwenheim é uma comuna francesa na região administrativa de Grande Leste, no departamento Baixo Reno. Estende-se por uma área de 4,94 km². Em 2010 a comuna tinha 770 habitantes (densidade: 155,9 hab./km²).